# Raadhuisstraat

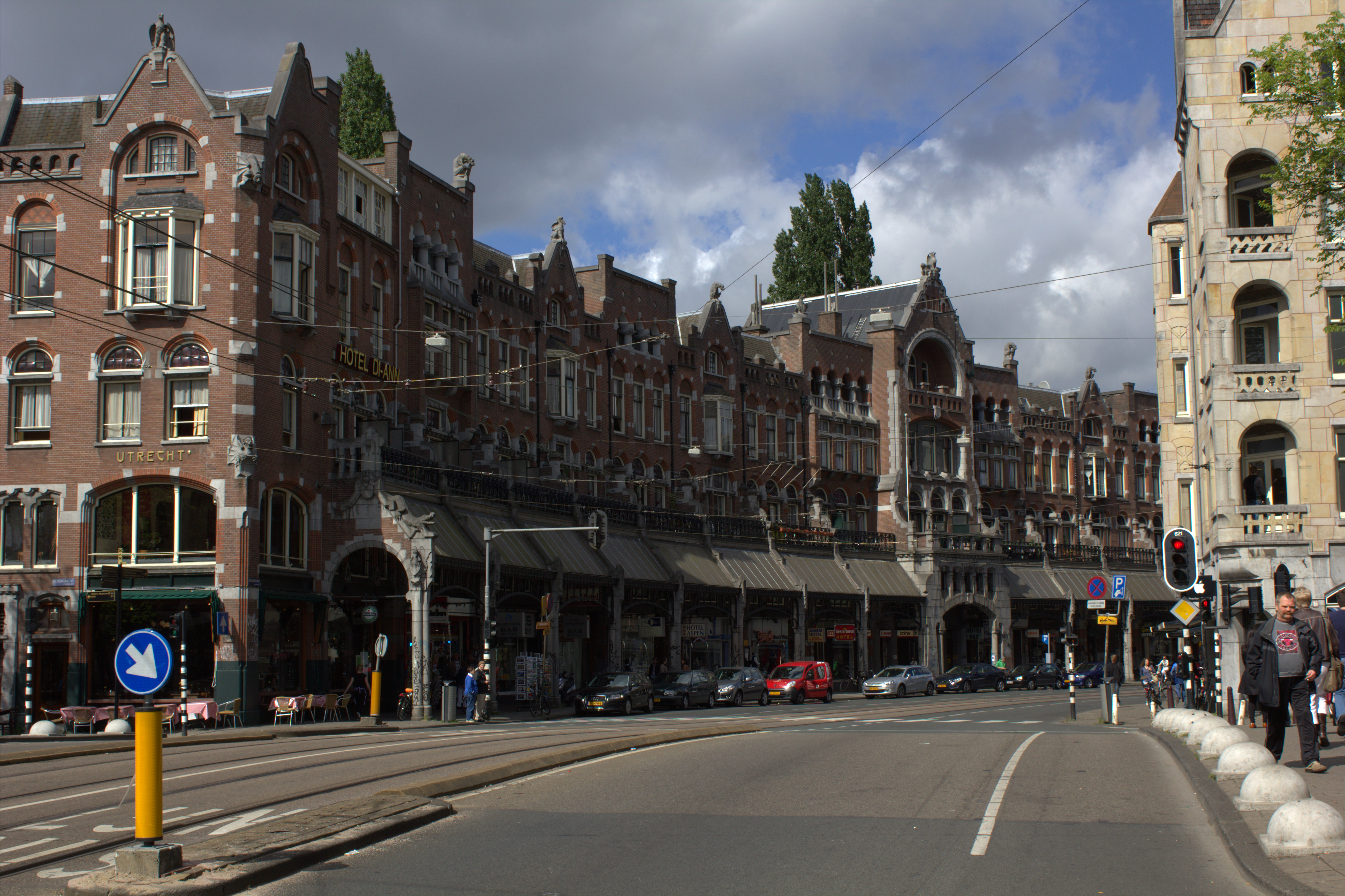
Raadhuistraat

Raadhuisstraat est le nom d'une rue d'Amsterdam aux Pays-Bas. 

## Situation et accès
Elle est située entre Nieuwezijds Voorburgwal et Prinsengracht. 

## Origine du nom
La rue tire son nom de l'ancien hôtel de ville.